# Simpsonichthys parallelus
Simpsonichthys parallelus är en fiskart som beskrevs av Costa 2000. Simpsonichthys parallelus ingår i släktet Simpsonichthys och familjen Rivulidae. Inga underarter finns listade i Catalogue of Life.